# Ceromya norma
Ceromya norma är en tvåvingeart som först beskrevs av Malloch 1929.  Ceromya norma ingår i släktet Ceromya och familjen parasitflugor. Inga underarter finns listade i Catalogue of Life.